# 1526 en santé et médecine
| Années de la santé et de la médecine : 1523 - 1524 - 1525 - 1526 - 1527 - 1528 - 1529    |
| Décennies de la santé et de la médecine : 1490 - 1500 - 1510 - 1520 - 1530 - 1540 - 1550 |

## Fondations
- Création du « premier hôpital royal [de Hongrie], fondé à Buda à partir de l'ancien hospice du Saint-Esprit[1] ».
- La fondation d'un lazaret est attestée pour la première fois à Marseille, établissement implanté près de l'anse de l'Ourse, à la limite Nord de la ville[2].

## Divers
- 27 mars : un arrêt du Parlement de Paris donne à la Faculté, qui seule a le droit de disposer de cadavres de condamnés, le corps d'un certain Jehan Despastures, « pour faire sur ycelluy corps aucunez experiences concernant l’art et science de medecine[3] ».
- 27 novembre : Abraham Portaleone (en) († 1612), chirurgien de Mantoue, ampute de la jambe droite cassée sous le genou par un boulet de fauconneau à la bataille de Governolo (it), et déjà gangrénée, le condottiere  Jean des Bandes Noires qui mourra de sepsis dans les trois jours[4].
- 5 décembre : Paracelse (1493-1541) s'affilie à la guilde Zur Lutzerne de Strasbourg, ville libre d'Empire[5],[6].
- Leonhart Fuchs (1501-1566) obtient la chaire de médecine d'Ingolstadt, en Bavière[7].

## Publications
- Parution de la traduction latine par Antoine Fortoul, médecin de l'école de Montpellier, de l'Anatomie des veines et des artères et de l'Anatomie des nerfs, de Galien[8].
- Sous le titre de Passionarius Galeni[9], édition d'un recueil d'extraits de textes médicaux anciens ou galéniques dont la compilation est généralement attribuée à Garioponto (it) (fl. 1020 – 1050), médecin de l'école de Salerne.
- Édition princeps grecque de la Collection hippocratique, publiée à Venise sous la direction de Gian Francesco Torresano[10].
- Édition par Antoine Leblanc, chez Claude Chevallon à Paris, des Aphorismes et du Pronostic d'Hippocrate avec les commentaires de Galien, traduits respectivement par Nicolas Léonicène et Lorenzo Lorenzano (de)[11].
- Parution à Bâle, chez Andreas Hartmann, d'un ensemble de traductions latines inédites de textes hippocratiques, par Fabio Calvo († 1527), Guillaume Cop († 1532), Nicolas Léonicène († 1524) et Andrea Brenta (en) († 1483[12]).
- Parution du De epidemia tractatus de Philipp Ulsted, alchimiste et médecin de Nuremberg[13].
- Marcantonio Zimara (1460-1532), philosophe et médecin italien, publie la deuxième partie de son Antrum magico-medicum[14] dont le premier volume est paru l'année précédente 1525.
- Première édition confirmée du Grete Herball[15], premier herbier illustré publié en Angleterre[16].
- Jean-Louis Vivès, humaniste espagnol, fait paraître à Bruges son traité De subventione pauperum[17], dans lequel il affirme la responsabilité sociale de l’État et préconise son contrôle sur les institutions hospitalières, religieuses ou privées.

## Personnalité
- Fl. Claude Agnus, apothicaire à Gray, en Franche Comté[18].

## Naissances
- 11 mars : Heinrich Rantzau (mort en 1598), humaniste allemand, polygraphe, auteur en 1576 d'un traité De conservanda valetudine liber[19], manuel de santé fondé sur l'astrologie médicale et la notion d'« année climatérique[20] ».
- 12 mars : Charles de L'Écluse (mort en 1609), médecin et botaniste flamand de langue française[21].
- Luigi Luigini (mort après 1577), médecin à Venise, auteur du De morbo gallico omnia quae extant apud omnes medicos[22], compilation de la totalité des textes publiés jusqu'en 1566 sur le traitement de la syphilis[23].
- Marco degli Oddi (it) (mort en 1591), professeur de logique, de philosophie et de médecine à Padoue, et premier introducteur, à Saint-François (en), de l'enseignement de la médecine clinique hospitalière ; fils du médecin et humaniste Oddo degli Oddi (it) (1578- 1558[24]).

## Décès
- Septembre : Eucharius Rösslin (né en 1470), apothicaire et médecin obstétricien allemand[25].
- Étienne Romieu (né à une date inconnue), apothicaire à Mende, et l'un des trois consuls de la ville en 1494[26].